# Ottavio Gentile Oderico
Ottavio Gentile Oderico (Genova, 1499 – Genova, 1575) fu il 65º doge della Repubblica di Genova.

## Biografia

### Vita pubblica prima del dogato
Figlio di Nicolò Oderico, nacque nel capoluogo ligure nel 1499. Suo padre ricoprì per la repubblica diversi incarichi istituzionali e di mediazione, negli anni, alla corte del re di Spagna, di Francia e tra le fazioni nobiliari in rivolta della stessa Genova. Molto probabilmente saranno i non dimenticati servigi del padre Nicolò Oderico, soprattutto nella fasi più delicate della storia genovese, a "spianare" la strada al figlio Ottavio nella vita politica (nomina a procuratore della Repubblica) e quindi dogale.
La famiglia Oderico assunse il cognome Gentile dopo la creazione dell'albergo della nobiltà genovese voluta dall'ammiraglio Andrea Doria nella riforma repubblicana del 1528.
Esponente della nobiltà "nuova", al contrario del precedente doge Giovanni Battista Lercari della nobiltà più "vecchia", Ottavio Gentile Oderico fu eletto l'11 ottobre del 1565 nuovo doge della Repubblica di Genova, il ventesimo dalla riforma biennale e il sessantacinquesimo nella storia repubblicana, carica che mantenne fino all'11 ottobre 1567.

### Il dogato
Per alcuni aspetti controversa fu la scelta del Consiglio di nominare un "politicamente inesperto" Gentile che, stando alle fonti storiche, mai si occupò di politica genovese o ebbe "pesanti" carichi istituzionali. Secondo altre supposizioni la sua elezione - avvenuta con voti 193 su 300 - fu invece mirata e ben studiata non solo dalla sua fazione politica (i cosiddetti nobili "nuovi"), ma anche dalla nobiltà vecchia (tra questi, pare, anche con l'appoggio di Gianandrea Doria, erede del prozio ammiraglio Doria) per il carattere innocuo e quindi "malleabile" del medico e ora doge Ottavio Gentile Oderico.
Una situazione "controllata" che già si verificò nel recente passato e proprio con un altro esponente della famiglia Gentile, il doge Benedetto Gentile Pevere, voluto fortemente nel 1547 da Andrea Doria nelle fasi cruciali della congiura dei Fieschi.
Da doge dovette ben presto affrontare il giudizio dei cinque sindacatori sulla nomina, rifiutata, di procuratore perpetuo per l'ex doge Giovanni Battista Lercari, sentenza che fu prontamente impugnata e dibattuta dal Lercari e che si concluse negativamente nel 1566 con il mite doge Gentile che non poté fare altro che ratificarla. Poco dopo le strade del Lercari e del doge si ricongiunsero ancora per la sentenza di morte inflitta al figlio Giovanni Stefano Lercari, mandante del tentato omicidio del senatore ed ex doge Luca Spinola per fatti personali. Assassinato per errore Agostino Pinelli Ardimenti, e condannato alla decapitazione il Lercari, il doge Gentile cercò di mitigare la situazione (nelle forme istituzionali a lui consentite) consentendo al padre Giovanni Battista Lercari di assistere il figlio fino all'esecuzione che, contrariamente alla norma, fu eseguita nella torre Grimaldina di palazzo Ducale senza visione pubblica.
Tra gli altri avvenimenti importanti del dogato di Ottavio Gentile Oderico vi fu la gestione, non perfetta inizialmente, dello strascico che la rivolta di Sampiero Corso portò in Corsica. Sull'isola fu inviato il commissario Francesco De Fornari per intentare con il figlio di Sampiero, Alfonso D'Ornano, una trattativa di pace che, tuttavia, prese corpo dal 1569 per iniziativa del commissario Giorgio Doria considerato più diplomatico.
L'elezione al soglio pontificio di Pio V fu propizia al dogato e al governo genovese per la revisione e la trattazione di alcuni punti importanti tra la Repubblica di Genova e la Santa Sede: una nuova linea che paragonò Genova alla Repubblica di Venezia. Lo stesso doge Gentile si fece portavoce di alcune richieste, un trattato dove poté dare sfoggio delle sue forse uniche abilità filosofiche e scientifiche.
Verso lo scadere naturale del mandato accettò lo studio e i progetti dell'ingegnere e padre domenicano Gaspare Vassori per la salvaguardia e l'ingrandimento del porto di Genova. Quest'ultimo, molto ben preparato sull'argomento e criticando i lavori affidati al più noto Galeazzo Alessi, consegnò un rapporto dettagliato dei suoi progetti sul porto che avrebbe creato ex novo inglobando il molo vecchio. Tuttavia la scadenza del mandato "congelò" il progetto del Vassori che non fu preso in considerazione né dai padri del Comune - di loro competenza, ma pressoché non informati sull'opera presentata al doge Gentile - né dal Senato genovese, nonostante che l'ingegnere più volte citasse il favorevole interessamento dell'ex doge.

### Dopo il dogato
Terminato il dogato l'11 ottobre del 1567 fu nominato procuratore perpetuo. Non assunse fino alla morte nessun'altra carica pubblica preferendo lo studio della medicina e della filosofia, sostanzialmente confermando la tesi di un medico Ottavio Gentile Oderico "prestato alla politica" solamente per qualche anno e allo scopo.
Morì a Genova nel 1575 e fu sepolto all'interno della cappella di famiglia della non più esistente chiesa di San Domenico.

### Vita privata
Ebbe un solo figlio, Nicolò, che divenne diplomatico per la Repubblica e che sposò il 9 luglio del 1566 - durante il dogato del padre - Virginia Giustiniani Moneglia. Con la nascita dell'unica figlia di Nicolò si estinse il ramo diretto della famiglia Gentile Oderico.